# Route nationale 8 (Burkina Faso)
Pour les articles homonymes, voir Route nationale 8.
La route nationale 8 (RN 8) est une route du Burkina Faso allant de Bobo-Dioulasso à Koloko vers la frontière malienne. Sa longueur est de 130 km.

## Tracé
- Bobo-Dioulasso
  - Aéroport de Bobo-Dioulasso
  - Koumi
  - Pindié-Badara
  - Guéna
  - Sidi
  - Kourinion
- Orodara
  - Diéri
  - Bakaribougou
  - Lanfiéra
  - Mahon
  - Koloko
- Frontière entre le Burkina Faso et le Mali où elle rejoint la route nationale 10 à Hérémakono en direction de Sikasso